# 中央氣象署氣象預報中心
交通部中央氣象署氣象預報中心是中華民國交通部中央氣象署一等附屬氣象測報機構。

## 組織

### 單位沿革
臺灣天氣預報業務發展可遠溯自日治時代的1896年（明治29年），台灣總督府成立的5個「測候所」（氣象站）：臺北測候所、臺中測候所、臺南測候所、恆春測候所、澎湖島測候所。1949年（民國38年），中央氣象局隨中華民國政府遷台，其間因隨著機關的改制，負責天氣預報單位之名稱由預報組、氣象預報測站改為今日的氣象預報中心。

### 組織架構

#### 業務單位
- 綜合規劃科
- 即時預報科
- 氣象預報科
- 海象預報科
- 颱風及劇烈天氣預報科
- 預報系統科

#### 編制
- 主任（1人，簡任第十一職等）
  - 副主任（2人，簡任第十職等）
  - 技正（8人，薦任第八職等至第九職等）（內2人得列簡任第十職等）
  - 科長（6人，薦任第八職等）
  - 技士（30人，委任第五職等或薦任第六職等至第七職等）
    - 技佐（11人，委任第四職等至第五職等）（內5人得列薦任第六職等）
    - 書記（2人，委任第一職等至第三職等）

### 業務內容
氣象預報科
1. 氣象資料之分析研判。
2. 短期、中期天氣之擬訂、預報及發布。
3. 災害性天氣之研判、預報、發布及通報。
4. 天氣預報資訊之編輯與產製。
5. 颱風預報與警報之發布與通報。
6. 天氣預報之諮詢服務。
7. 預報討論會之執行。
8. 其他有關氣象預報事項。

海象預報科
1. 海面氣象資料之分析研判。
2. 海象預報之擬定及發布。
3. 海象預報資訊之編輯及產製。
4. 颱風預報與警報研判及發布事項之支援。
5. 傳播媒體採訪及天氣預報宣導、參觀訪問。
6. 海面氣象預報之諮詢服務。
7. 配合預報討論會提供海象預報。
8. 其他有關海象預報事項。

即時預報科
1. 即時氣象、海象之分析研判及災害性天氣之即時守視。
2. 即時天氣之分析、研判、預報、發布及通報。
3. 即時天氣監測及通報。
4. 配合預報討論會提供即時天氣分析與預報。
5. 颱風現況之分析研判。
6. 其他有關即時天氣預報事項。

颱風及劇烈天氣預報科
1. 颱風分析及預報作業技術之規劃及執行。
2. 劇烈天氣分析及預報作業技術之規劃及執行。
3. 颱風及劇烈天氣案例之蒐集分析及整理。
4. 預報作業支援系統之發展、建置及維運。
5. 颱風警報及災害性天氣相關作業之支援。
6. 其他有關颱風及劇烈天氣預報事項。

綜合規劃科
1. 年度施政計畫、科技計畫、預算提報及管制考核。
2. 預報服務相關業務之規劃及執行。
3. 預報作業環境之建置及維運。
4. 預報訓練之規劃及執行。
5. 公文收發、登記與檔案及各項行政業務之管理。
6. 庫房及財產管理。
7. 其他有關綜合規劃事項。

預報系統科
1. 氣象資料接收、供應，以及交換系統之發展及維運。
2. 天氣預報、特報及警報資訊之服務、通報系統發展及維運。
3. 預報作業相關系統軟硬體設備之協作、發展、管理及維運。
4. 預報系統及作業環境安全業務之推動與執行。
5. 支援颱風警報及災害性天氣之發布、通報相關事項。
6. 其他有關預報系統事項。

### 預報產品
- 短中期天氣預報：

包含天氣概況、今日、今夜、明日、明夜天氣預報、一週天氣、一週旅遊天氣預報、大陸、國際各主要都市天氣預報、舒適度指數預報、降雨機率預報、近海、遠洋漁業氣象預報
- 災害性天氣特報：

包含豪（大）雨特報、強風特報、低溫特報、濃霧特報、熱帶性低氣壓特報
- 即時天氣訊息：

包含天氣、長浪、大雷雨等即時訊息及颱風強風告警以及高溫資訊
- 颱風警報：

包含海上颱風警報、海上陸上颱風警報、解除。

## 相關知名人物
- 任立渝：臺灣知名氣象主播，曾擔任氣象預報中心主任；首位獲頒金鐘獎特別貢獻獎之氣象新聞從業人士。
- 葉天降：氣象局局長退休，亦曾任預報中心主任職務。
- 鄭明典：局長退休，曾任副局長、預報中心主任等，因在Facebook談論天氣而聲名大噪。
- 呂國臣：現任氣象署署長，第一位出身預報中心的署長。
- 吳德榮：預報中心前主任，於國立臺灣大學、國立中央大學大氣科學學系開設預報課程，並曾任中華電視公司氣象主播，現則為三立新聞「三立準氣象」主播。主任退休、卸任後轉任氣象主播或學術界者不勝枚舉。
- 陳來發：預報中心前主任，緯哲氣象股份有限公司 Weathernews顧問、前華視氣象主播。
- 伍婉華：簡任技正，為家喻戶曉的女性資深氣象預報員，經常代表氣象署預報中心於電視台等傳播媒體受訪發言。
- 林嘉愷：民視新聞台氣象主播，也曾任預報中心主任預報員。
- 賈新興：預報中心長期預報課前課長，現任職於台灣整合防災工程顧問公司總監。曾任職於天氣風險管理開發公司。

## 外部連結
- 中央氣象署氣象預報中心 （页面存档备份，存于）
- 台灣颱風資訊中心（页面存档备份，存于）